# Mistrzostwa Polski w Szermierce 1926
Mistrzostwa Polski w Szermierce 1926 – 3. edycja indywidualnych Mistrzostw Polski odbyła się w dniach 22–23 maja 1926 roku we hali Sokoła w Krakowie, a organizatorem był AZS Kraków.
W zawodach zawodnicy walczyli we wszystkich rodzajach broni, każdy z każdym, a na podstawie liczby zwycięstw i liczby trafień ustalono miejsca poszczególnych zawodników. W szpadzie wobec identycznej ilości zwycięstw i trafień przyznano dwa trzecie miejsca.

## Medaliści
| Konkurencja:                     | Złoto:                       | Srebro:                         | Brąz:                                                       |
| floret (startowało 8 zawodników) | Tadeusz Friedrich (KSz Lwów) | Adam Papée (AZS Kraków)         | Władysław Segda (Penthatlon Poznań)                         |
| szabla (startowało 9 zawodników) | Adam Papée (AZS Kraków)      | Tadeusz Friedrich (KSz Lwów)    | Jerzy Zabielski (AZS Kraków)                                |
| szpada (startowało 7 zawodników) | Tadeusz Friedrich (KSz Lwów) | Aleksander Małecki (AZS Kraków) | Władysław Segda (Penthatlon Poznań) Adam Papée (AZS Kraków) |